# Murphy Krvavá dáseň
Murphy Krvavá dáseň je fiktivní postava z amerického animovaného seriálu Simpsonovi. Je to jazzový hudebník, idol a mentor Lízy Simpsonové. 
Jeho nejvýznamnější role byly v epizodách Smutná Líza a Kolem Springfieldu, v nichž se ukazuje, že v jednu chvíli měl poměrně úspěšnou kariéru, vydal album (Sax on the Beach) a objevil se v The Tonight Show Steva Allena a také jako jeden z dědečků Cosbyho dětí v epizodě The Cosby Show; rychle však přišel o peníze, které živily jeho závislost na nákupu Fabergého vajec.
Murphy učí Lízu projevovat své emoce prostřednictvím hudby, což ji přiměje k tomu, aby ho měla za důležitou postavu svého života. V epizodě Kolem Springfieldu, poté, co Bart skončí v nemocnici, Líza zabloudí a najde Murphyho na nedalekém oddělení. Ten jí vysvětluje o svém životě, rodině a práci a také jí dává rady pro její nadcházející školní vystoupení a dává jí svůj saxofon. Když se Líza vrátí, zjistí, že Murphy zemřel. Nikdo kromě Lízy se Murphyho pohřbu nezúčastní. Líza si uvědomí, že přestože fyzicky odešel, v ní stále žije, a uctí jeho památku tím, že nechá hrát jeho album v místním rádiu.
Díl 33. řady Žalozpěv Krvavé dásně odhaluje, že Murphy má hluchého syna jménem Monk. Murphyho duch dává Líze rady, jak se s Monkem domluvit. Když Monk konečně dostane kochleární implantát, Líza mu pustí otcovu píseň, o které prohlásí, že ji konečně slyší. Duch Murphyho Krvavé dásně poděkuje Líze za to, že pomohla jeho synovi slyšet jeho píseň.
Murphy Krvavá dáseň je volně založen na Blindu Williem Johnsonovi. Murphyho hru na saxofon obstaral Dan Higgins. V dílu Žena v ringu je Murphy zmíněn poté, co se Homer zeptá Carla, jestli zná Dredericka Tatuma. Carl se urazí a řekne, že jen proto, že je Afroameričan, nezná všechny ostatní Afroameričany ve Springfieldu, kterých je stejně velmi málo. Carl pak řekne, že se s Drederickem Tatumem seznámil, když byl na večírku s doktorem Dlahou v Murphyho domě. V díle Vočkovy nové šaty se Murphy objeví jako hologram, což rozčílenou Lízu přiměje protestovat proti tomu, že jeho nahrávací společnost nestydatě používá jeho podobiznu pro různé reklamy.
V původním znění Murphyho Krvavou dáseň daboval v dílech Smutná Líza a Kolem Springfieldu herec a zpěvák Ron Taylor, jehož v epizodě 2. řady Homer maskotem zastoupil Daryl Coley. Od 32. řady je Murphyho dabérem Kevin Michael Richardson.